# D-Day the Sixth of June
D-Day the Sixth of June (br O Dia D) é um filme americano de 1956, dos gêneros guerra, drama e romance, dirigido por Henry Koster, com roteiro baseado no romance de Lionel Shapiro.

## Sinopse
Em 1944, durante a Segunda Guerra Mundial, as forças aliadas estão prestes a lançar o maior ataque anfíbio da história em 6 de junho, conhecido como o "Dia D". Fazem parte da força de invasão o Coronel John Wynter (Richard Todd), um para-quedista americano, e o Capitão Brad Parker (Robert Taylor), integrante dos Comandos Britânicos. Ambos estão apaixonados pela encantadora Valerie Russell, que trabalha no Clube da Cruz Vermelha, e recordam momentos que antecederam o grande dia.

## Elenco
- Robert Taylor.... Capitão Brad Parker
- Richard Todd.... Coronel John Wynter
- Dana Wynter.... Valerie Russell
- Edmond O'Brien.... Coronel Alexander Timmer
- John Williams ... Brigadeiro Russell
- Robert Gist ... Major Dan Stenick
- Richard Stapley ... David Archer
- Ross Elliott ... Major Mills
- Alex Finlayson ... Coronel Doug Harkens